# 六甲台町
六甲台町（ろっこうだいちょう）は兵庫県神戸市灘区の町名の一つで、昭和27年（1953年）3月に高羽字嘉太夫新田と篠原字籠池山と八幡字中新田・勘太郎と水車新田字大土ケ平・蛙石・宮坂から成立した。

## 地理
国立 神戸大学の敷地が多くを占める。
北東は鶴甲、東から南東は一王山町、南は東から順に寺口町、赤松町、西は南から大土平町、篠原伯母野山町、篠原台。丁目に分かれずに単独で住居表示する。

## 歴史

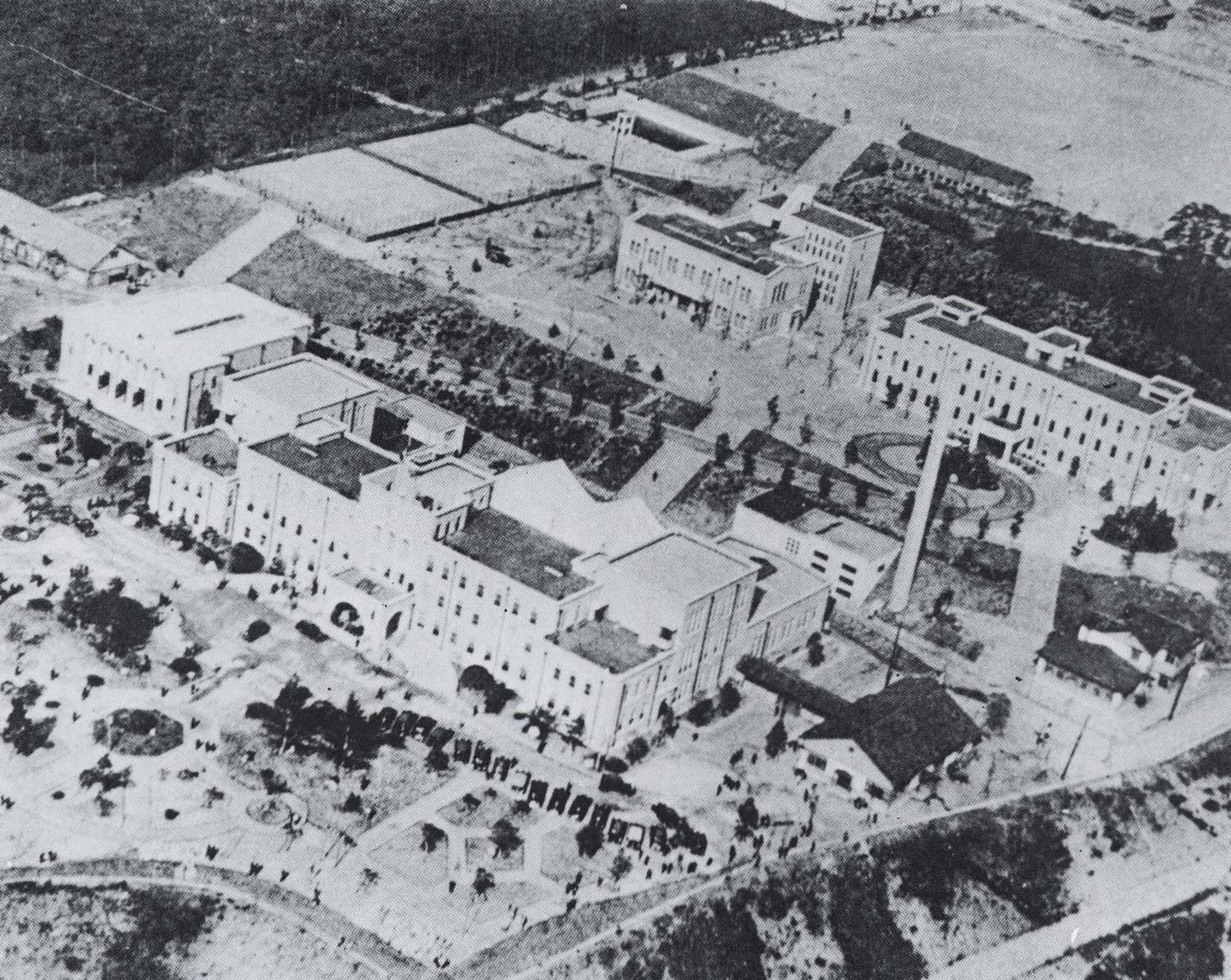
旧制神戸商業大学

旧小字の嘉太夫新田は高羽の楠本嘉太夫の拓いた新田。籠池山は篠原の飛び地にして六甲川東の入会山だったところで、砂質のため水が溜まらず底だけにうっすらと水のある池を籠の様に漏れる池として籠池と呼んだ。中新田は旧林新田の内だったが早くに荒れ地となった。蛙石はカエルに似た形の石で、自動車の邪魔になるという理由で水車新田の大土神社境内に移されている。
昭和初期、嘉太夫新田に神戸商業大学（神戸大学の前身の一つ）本科の校舎が建てられた。第二次世界大戦後、旧神戸商大の南側では「六甲ハイツ」と呼ばれる米軍住宅が造成された。六甲ハイツ接収解除後の1960年代に神戸大学は分散していたキャンパスの集約を進め、工学部、文学部、理学部、農学部が六甲ハイツ跡地へ移転した。

## 人口統計
令和2年国勢調査（2020年10月1日）における世帯数1,149、人口2,068で内男性934人・女性1,134人。